# Pteroptrix patriciae
Pteroptrix patriciae is een vliesvleugelig insect uit de familie Aphelinidae. De wetenschappelijke naam is voor het eerst geldig gepubliceerd in 1990 door Prinsloo & Neser.